# Ning Zhongyan
Ning Zhongyan (chiń. 宁忠岩; ur. 3 listopada 1999 w Mudanjiangu) – chiński łyżwiarz szybki, czterokrotny medalista mistrzostw świata, olimpijczyk.

## Wyniki

### Igrzyska olimpijskie
| Rok  | Gospodarz | 1000 m | 1500 m | bieg masowy |
| ---- | --------- | ------ | ------ | ----------- |
| 2022 | Pekin     | 5      | 7      | 12          |

### Mistrzostwa świata na dystansach
| Rok  | Gospodarz      | 1000 m | 1500 m | bieg masowy | sprint drużynowy |
| ---- | -------------- | ------ | ------ | ----------- | ---------------- |
| 2019 | Inzell         | 14     | 6      | 12          | —                |
| 2020 | Salt Lake City | 16     | 4      | —           | srebro           |

### Mistrzostwa świata w wieloboju
| Rok  | Gospodarz | wielobój |
| ---- | --------- | -------- |
| 2020 | Hamar     | 12       |